# Maximilian Hell
Maximilian Hell (nascido Rudolf Maximilian Höll, em húngaro:  Hell Miksa; Selmecbánya, Reino da Hungria, atualmente Eslováquia, 15 de maio de 1720 – Viena, 14 de abril de 1792) foi um astrônomo e sacerdote jesuíta do Reino da Hungria.

## Carreira
Foi diretor do Observatório de Viena em 1756. Publicou as tabelas astronômicas Ephemerides astronomicae ad meridianum Vindobonemsem ("Efemérides para o Meridiano de Viena"). Foi com seu assistente János Sajnovics para Vardø no extremo leste da Noruega (então parte do Reino da Dinamarca e Noruega) para observar o trânsito de Vênus de 1769. Foi eleito membro estrangeiro da Academia Real de Ciências e Letras da Dinamarca em 13 de outubro de 1769. Esta sociedade patrocinou a publicação de seu registro sobre a passagem de Vênus, Observatio transitus Veneris ante discum Solis die 3. Junii anno 1769 (Copenhagen, 1770).
Houve algumas controvérsias sobre as observações de Hell do trânsito de Vênus, porque ele permaneceu na Noruega durante oito meses, coletando dados científicos não-astronômicos sobre a região ártica para uma enciclopédia planejada (que jamais foi publicada, devido à supressão da ordem jesuíta. A publicação de seus resultados foi postergada, e alguns (notadamente Joseph Johann von Littrow) o acusaram de postumamente de falsificar seus resultados. Contudo, Simon Newcomb estudou minuciosamente os diários de Hell, constatando a autenticidade de suas observações, exonerando-o um século depois de sua morte em Viena.
Além de astronomia, Hell também foi interessado em magnetoterapia, embora tenha sido Franz Anton Mesmer quem avançou esta área e tenha recebido a maior parte dos créditos.
Em 1771 foi eleito membro estrangeiro da Academia Real das Ciências da Suécia.
A cratera lunar Hell é denominada em sua memória.

## Obras
- Elementa Algebrae Joannis Crivelli magis illustrata et novis demonstrationibus et problematibus aucta. Vindobonae, 1745. (Book of Joannis Crivelli, updated by Maximilian Hell)
- Adiumentum Memoriae manuale chronologico-genealogico-historicum. München, 1750 és Ingolstadt, 1763.
- Compendia varia praxesque operationum arithmeticarum, itemque regulae aureae simplicis compositae etc. cumprimis ad usus mercatorum et civiles applicatae. Claudiopoli, 1755.
- Elementa mathematica naturali philosophiae ancillantia ad praefixam in scholis normam concinnata. I. Elementa Arithmeticae numericae et litteralis seu Algebrae. Claudiopoli, 1755.
- Exercitationum mathematicarum partes tres. Vindobonae, 1755.
- Ephemerides astronomicae ad meridianum Vindobonensem. Vindobonae 1756-1793.
- Exercitationum mathematicarum partes tres, una cum Exercitationibus arithmeticis et regula Rabbatae, Anatocismi et iuris civilis de quarta Falcidia. Viennae, 1759.
- Elementa Algebrae Authore R. P. Maximiliano Hell e S. J. Posnaniae, typis S. J. 1760.
- Dissertatio complectens calculos accuratissimos transitus Veneris per discum Solis in tertiam Iuni 1769. praedicti, methodosque varias observationem hanc instituendi. Viennae, 1760.
- Kurzer Unterricht der Oster-Feyer für den ungelehrten, gemeinen Mann, samt der gründlichen Wiederlegung einer Schrift, welche Herr Christoph Sigismund Schumacher, Calender-Schreiber in Dresden unter den Innschrift: Untersuchung der Oster-Feyer von anno 1700 bis 2500 verfasst u. anno 1760 in Druck gegeben hat. Wien, 1760.
- Introductio ad utilem usum Magnetis ex chalybe. Viennae, 1762.
- Transitus Veneris ante discum Solis anni 1761. die Astron. 5. Junii calculis definitus et methodo observandi illustratus a Max. Hell S. J. Vindobonae, é.n.
- Tabulae Solares ad Meridianum Parisianum, quas novissimis suis observationibus deduxit vir celeberrimus Nicolaus Ludovicus de Caille… Cum supplemento reliquarum tabularum solarium, quas supputavit Maximilianus Hell Astronomus Caesareo-Regius. Editio post primam Parisianam anni 1758 altera et auctior. Vindobonae, 1763.
- Tabulae lunares ad meridianum Parisianum, quas supputavit vir Cl. Tobias Mayer. - cum supplemento reliquarum tabularum Lunarium D. Cassini, de la Lande et P. Hell. Bécs, 1763.
- Tabulae planetarum Saturni, Jovis, Martis, Veneris et Mercurii ad Meridianum Parisianum, quas supputavit vir cel. D. Ioannes Cassini … correctis typi erroribus et adiectis tabulis perturbationum, aberrationum et nutationum D. de la Lande, D. Euleri, D. Mayer cum earumdem praeceptis concinnatis a P. Max. Hell. Viennae, 1763.
- Dissertatio de satellite Veneris a pluribus Astronomis viso, illusione optica. Viennae, 1765.
- Elogium Rustici Tyrolensis Petri Anich Oberperfuessensis coloni, tornatoris etc. Viennae, 1766.
- Observationes astronomicae ab anno 1717. ad annum 1752. a patribus Soc. Jesu Kögler etc. Pekini factae et a P. Augustino Hallerstein S. J. Tribunalis mathematici Praeside 1772 collectae, ac in Europam missae. Ad fidem autographi Manuscripti edidit P. Hell. Viennae, 1768.
- Observatio transitus Veneris ante discum Solis die 3. Junii anno 1769. Wardoëhusii etc. Hafniae, 1770.
- Dissertatio de parallaxi Solis ex Observationibus Transitus Veneris 1769. Viennae, 1772.
- Methodus astronomica sine usu Quadrantis vel Sectoris aut alterius cuiusvis instrumenti in gradus circuli divisi … elevationem cujusvis in continente siti loci accuratissime determinandi. Wien, 1775.
- Max Hell's Schreiben über die alhier in Wien entdeckte Magnetenkur, an einen seiner Freunde. Wien, 1775.
- Unpartheiischer Bericht der alhier gemachten Entdeckungen der künstlichen Stahlmagneten in verschiedenen Nervenkrankheiten. Wien, 1775.
- Erklärung über das zweite Schreiben Herrn D. Mesmers die Magnetenkur betreffend an das Publikum. Wien, 1775.
- Von der wahren Grösse, die der Durchmesser des vollen Mondes zu haben scheint, wenn man mit freyem Auge ansieht. (Beyträge zu den verschiedenen Wissenschaften, 1775.)
- Monumenta aere perenniora inter astra ponenda etc. Wien, 1789.
- Tabula geographica Ungariae veteris ex historia Anonymi Belae regi notarii. Pestini, 1801.
- Sacharum praeservativum adversus scorbutum cum Epistola D. Alberitz Med. Doctoris. (?)